# Geopolítica del petróleo

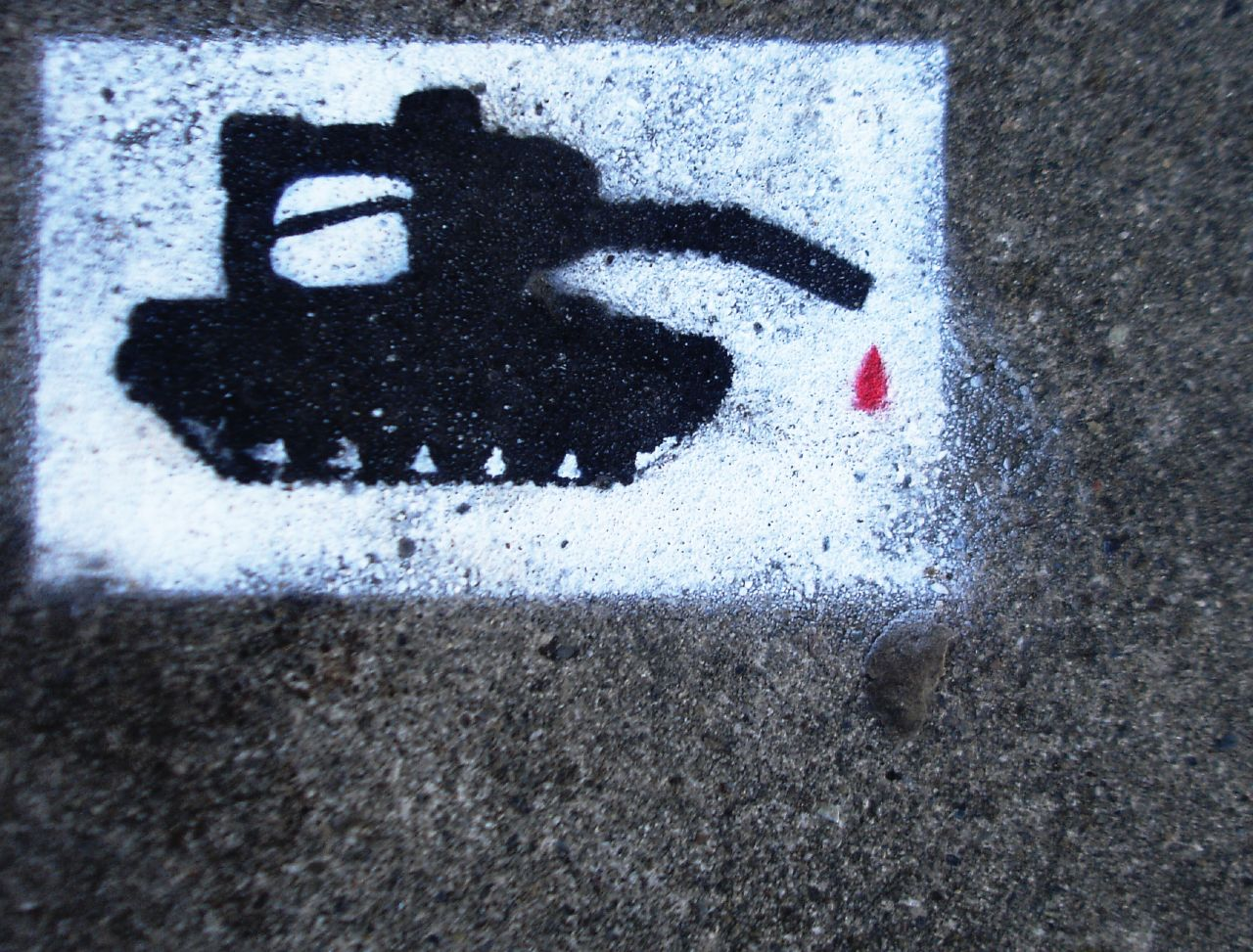
Imagen alusiva a las guerras provocadas por petróleo

La geopolítica petrolera está íntimamente vinculada a la percepción del pico petrolero por las grandes potencias, lo que incluye la conciencia de los límites geológicos del recurso. Durante el siglo XX, las motivaciones fueron diferentes, teniendo en cuenta la naturaleza política de las dos primeras crisis energéticas.
En cierto modo, el tema es crucial ya que a la vez internacional y multinacional:
- Es inherente a las relaciones internacionales desde que los esfuerzos de prospección llevados durante los finales del siglo XIX revelaron yacimientos maravillosos en Oriente Medio.[cita requerida]
- La economía mundial (cinco compañías petroleras figuran entre el top 10 a nivel mundial),[1] está atada en lo sucesivo a la suerte de las compañías multinacionales que colocaron sus intereses que concernían al oro negro en competencia.[cita requerida]

Teniendo en cuenta la importancia de los objetivos, la reactivación de El Gran Juego regional no escapa de la elaboración de teorías de complot que concierne al maquiavelismo probado o no, de los actores internacionales encargados del aprovisionamiento petrolero.[cita requerida]

## Los objetivos

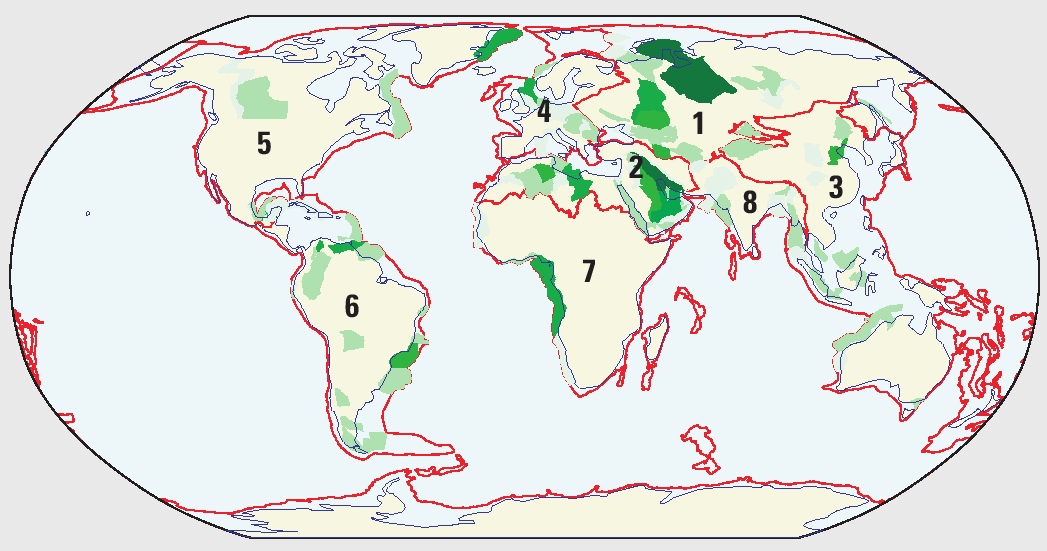
Mapa del año 2000 hecho por el USGS de las áreas petroleras mundiales, afuera de la producción doméstica de Estados Unidos.
- Los colores más oscuros indican las reservas más importantes.
- Todos los hidrocarburos están mezclados.

Para cualquier país del mundo, el pico petrolero deja la perspectiva de una disminución del mismo en el futuro, directamente impactando en su independencia energética. Esto subraya los temas siguientes: el acceso a los campos petrolíferos de Oriente Medio y la construcción de oleoductos y de gasoductos, el transporte petrolero.[cita requerida]

### El control de yacimientos
El petróleo es un dato ampliamente tomado en consideración por los estrategas geopolíticos. En efecto, la dependencia de los países hacia este producto es tal que una dificultad de aprovisionamiento (costo, disminución de la producción) puede en sí justificar un conflicto. Por otra parte, una guerra que rompa el aprovisionamiento de petróleo puede forzar la implicación de potencias extranjeras, que habrían quedado en un papel neutro en un primer momento. Por otro lado, el aprovisionamiento de petróleo de los beligerantes está muchas veces influido en la variedad de las armas, como sucedió durante ambas guerras mundiales.
notas :
- Las dificultades de transporte vinculadas al gas confinan este hidrocarburo a consideraciones de geostrategias locales.
- El aumento en el consumo de petróleo de China confirma la llegada del último actor entre los participantes ya conocidos por El Gran Juego reactivado sobre los conjuntos geográficos de Oriente Medio y Asia Central dónde se encuentra el yacimiento de Bakú.
- Los objetivos no se restringen únicamente a Oriente Medio, la península de Bakassi que ha sido cedida a Camerún por Nigeria, luego de un fallo de la Corte Internacional de Justicia  por un territorio disputado, es subrayada por la presencia de no menos de ocho compañías petroleras que ha asegurado la prospección mar adentro.[2]

### El Control de estrechos
La geoestrategia de estrechos por los cuales pasan los petroleros constituye el segundo objetivo, el del transporte petrolero.

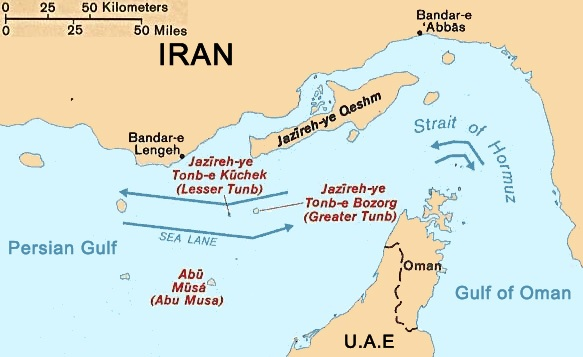
El estrecho de Ormuz: punto geoestratégico de tensión entre Irán, Omán (península de Musandam) y Emiratos Árabes Unidos.

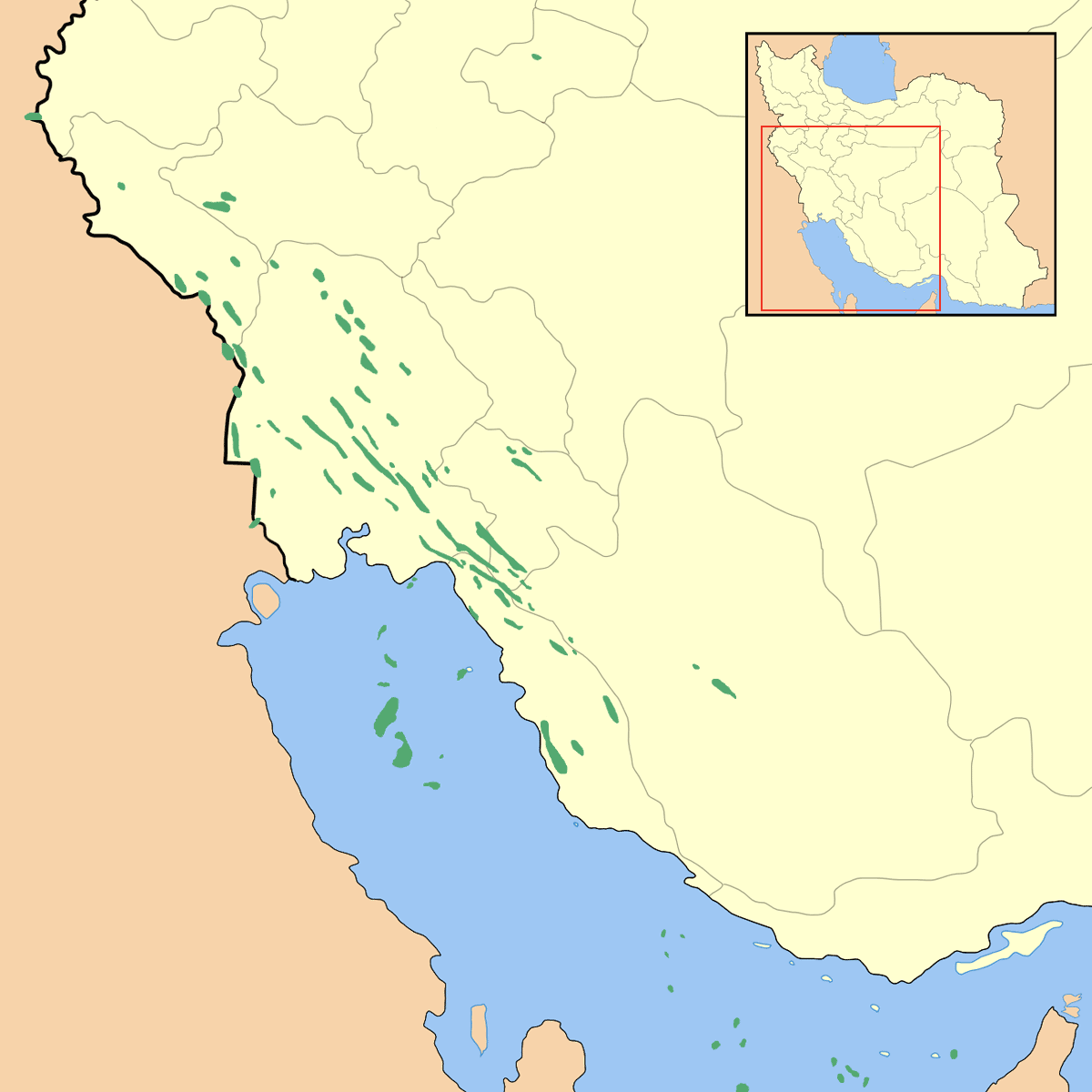
Yacimientos iraníes: algunos están mar adentro en el golfo Pérsico, la tensión vinculada a esta zona marítima emana de eso. Este mapa confiere también una lectura del conflicto Irán/Irak de los años 80.

El estrecho de Ormuz está a la vez en la zona de influencia de Irán como en la de los países de la península árabe, para lo cual Estados Unidos delegó una flota que fondeó sin interrupción en el golfo Pérsico, la 5ª de la Armada. La tensión es tan palpable que incluso los islotes que bordean el estrecho son objeto de conflictos de integridad territorial.
Los suministros de Occidente dependen muy ampliamente del canal de Suez; los de América del canal de Panamá. 
Finalmente los de Japón y de China pasan por el estrecho de Malaca, esa vía marítima es aún poco segura, ya que estas aguas están entre las últimas del globo donde se practica la piratería. Respondiendo a sus necesidades, China procuró (a finales de 2006) un contrato con el gobierno de Tailandia para hacer pasar su petróleo por vía terrestre y evitar el paso por el estrecho.
Por otro lado, este estrecho desemboca en el mar de China meridional, y un conflicto territorial implicaría a seis vecinos para el acceso a los recursos naturales (el petróleo forma parte de estos intereses).

### La seguridad del suministro
Número de países que disponen de reservas estratégicas de petróleo y\o de productos refinados, para subvenir a las necesidades de sus fuerzas armadas en caso de conflicto.

## Historia

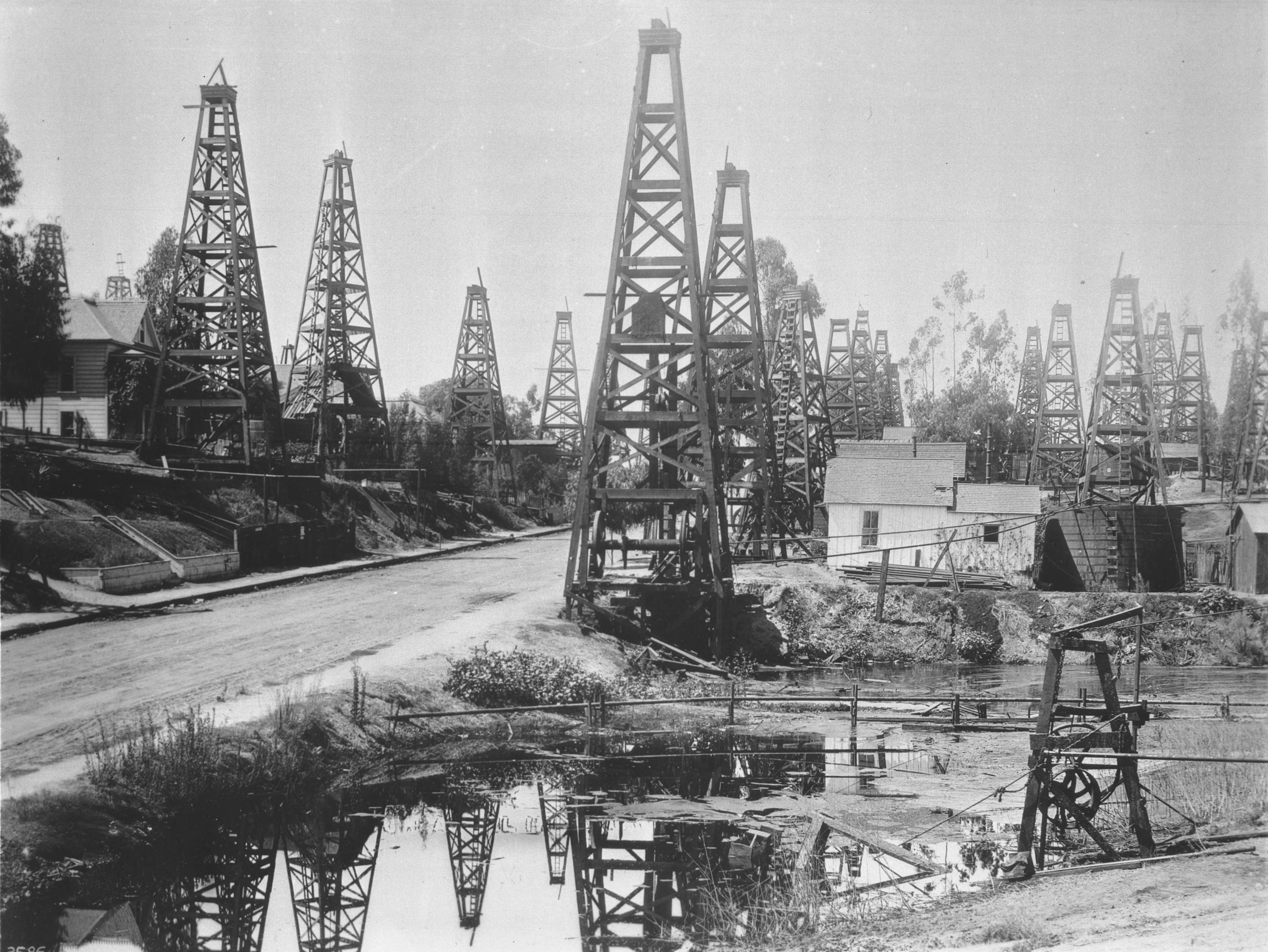
Pozos petroleros en Los Ángeles en 1896. La conciencia de los intereses estratégicos vinculados al recurso sube en la época de los trusts verticales.

La reseña histórica hasta los años 2000 corresponde a la primera mitad de la curva de Hubbert: el petróleo es fácil de extraer, es poco caro y parece disponible de manera ilimitada (las alzas de precio del barril son un fenómeno nuevo, que aparece sólo en la cumbre de la curva y después de 1970): es una canasta financiera para todos los actores.

### El Gran Juego del siglo XIX
Anterior a los conflictos del petróleo, El Gran Juego fue una característica estratégica de las luchas de influencias entre el Imperio ruso y el Imperio británico, desde 1813 hasta el convenio anglo-ruso de 1907.
La zona de Asia Menor era entonces un vientre blando, todavía no destinado al principio del siglo XIX a una metrópoli colonial. 
El imperio ruso, el poder continental, procuraba tomar el control de un puerto de aguas calientes con el fin de liberar a su flota; su paso se asociaba con la estrategia de control de los estrechos. El imperio británico procuraba extender su joya, el subcontinente indio, y proteger allí sus intereses.
La carrera por la supremacía de estas grandes naciones llamaba a un poder regional: Persia.

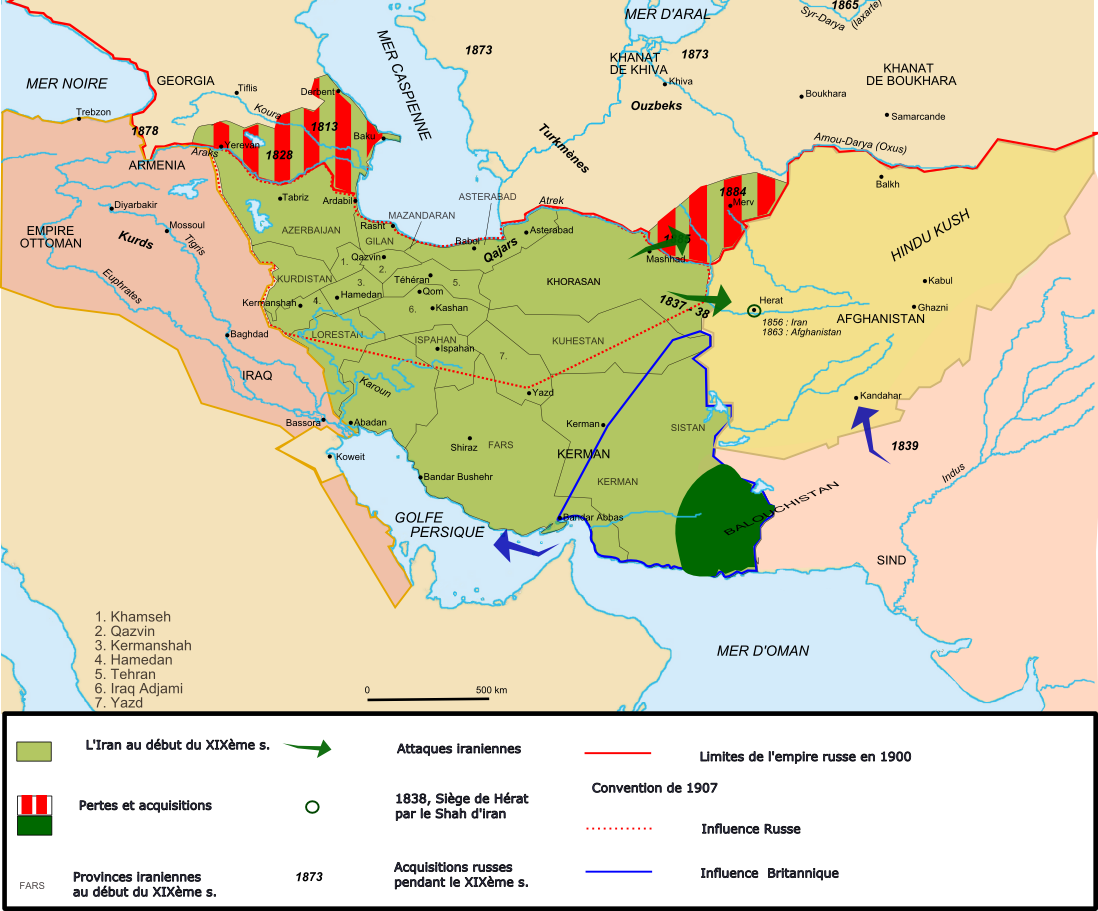
Irán durante la Dinastía Qajar.

Ávida de símbolos, la prensa devoraba con dibujos satíricos, al oso ruso, al león de la corona de Inglaterra y al gato (Sha) persa. 
Para la zona geográfica concernida, este contexto da el decorado de los objetivos petroleros que iban a comenzar inmediatamente.
El descubrimiento de petróleo en Irán en 1908, en Masjed Soleyman, llevó en la fundación de la compañía Anglo-Persian Oil Company, que fue el comienzo de BP.

### De la tutela británica a la tutela estadounidense
Desde los finales del siglo XIX, el petróleo fue identificado como un recurso estratégico. La decisión del almirantazgo británico hacia 1910, de construir buques que consumirían combustibles derivados del petróleo, en lugar de carbón fue un momento importante: la nación más poderosa del mundo, con la flota más poderosa del mundo, tenía para esa época mucho carbón y ninguna gota de petróleo. Esta decisión sentó la problemática europea para el resto del siglo. Además, mientras que el gas formaba parte de las energías motores de la Revolución industrial en el siglo XIX, el petróleo no era objeto de un empleo generalizado hasta entonces.

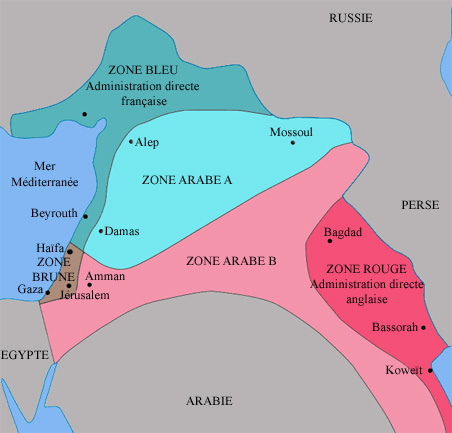
Recorte del Oriente Medio según los acuerdos Sykes-Picot, a consecuencia de la Rebelión Árabe.

#### Primera Guerra Mundial
Las ofensivas británicas y francesas de la Primera Guerra Mundial en Irak y Campaña del Sinaí y Palestina pretendían ocupar territorios que se sospechaba, eran ricos en petróleo. La intervención de Lawrence de Arabia, quien participó como enlace británico en apoyo a la Rebelión Árabe de 1916 en contra del Imperio otomano, ilustra el otorgamiento regional de la tutela otomana al Imperio británico.
Terminada la Primera Guerra Mundial, Los aliados decidieron repartirse territorios y colonias que eran propiedad de las Potencias Centrales, siendo el más afectado al final de la contienda, el Imperio otomano, ya que con el reparto de su territorio, dejó de existir como tal. Ese reparto territorial fue avalado por la Sociedad de Naciones (por medio de mandatos), emanado del artículo 22 del Tratado de Versalles. Pero es también cierto que existió un acuerdo secreto previo anterior al final de la guerra sobre la repartición del Medio Oriente, entre Francia e Inglaterra. La pacificación francesa de Siria le aseguró a Francia un suministro regular de petróleo, así como los británicos tuvieron acceso al petróleo de Medio Oriente por medio de los mandatos de Mesopotamia y Palestina.

#### Segunda Guerra Mundial
Después de la derrota francesa a manos del Tercer Reich, Siria fue defendida por las tropas de Vichy contra las de Francia Libre, porque la Alemania Nazi necesitaba su petróleo. Por su parte, Alemania lanzó una ofensiva contra la URSS, ya que también deseaba apoderarse del petróleo de los yacimientos rusos del Cáucaso en Bakú, y la constitución del  Afrika Korps obedeció en parte a esta lógica de conquista de los recursos. Los aliados bombardearon muchas veces instalaciones petroleras en Besarabia, la región de Rumania que poseía los principales yacimientos de petróleo de las tierras ocupadas por el Eje. La falta de carburante fue un elemento importante en la derrota de las tropas nazis, sobre todo al fin de la guerra.
Esta situación de amenaza del Eje lleva en 1941 a una operación conjunta entre el Ejército Rojo y el Ejército Británico para asegurar los campos petroleros de Irán: es la Operación Countenance (en), que le confiere a la URSS el suministro de petróleo vía el Corredor Persa (de Irán a Azerbaiyán) que le permite resistir a Barbarroja
En 1941, el Imperio de Japón consideró que debía hacer la guerra contra Estados Unidos a pesar de la desproporción de fuerzas, luego llevó una ofensiva hacia Indonesia, porque necesitaba el petróleo que se encontraba allí (y qué nunca controló). Es notable que por otra parte,  una de las etapas importantes de la escalada que acabó en la campaña del Océano Pacífico de 1937 a 1945 fue el momento en que los Estados Unidos prohibió la exportación de petróleo hacia Japón.

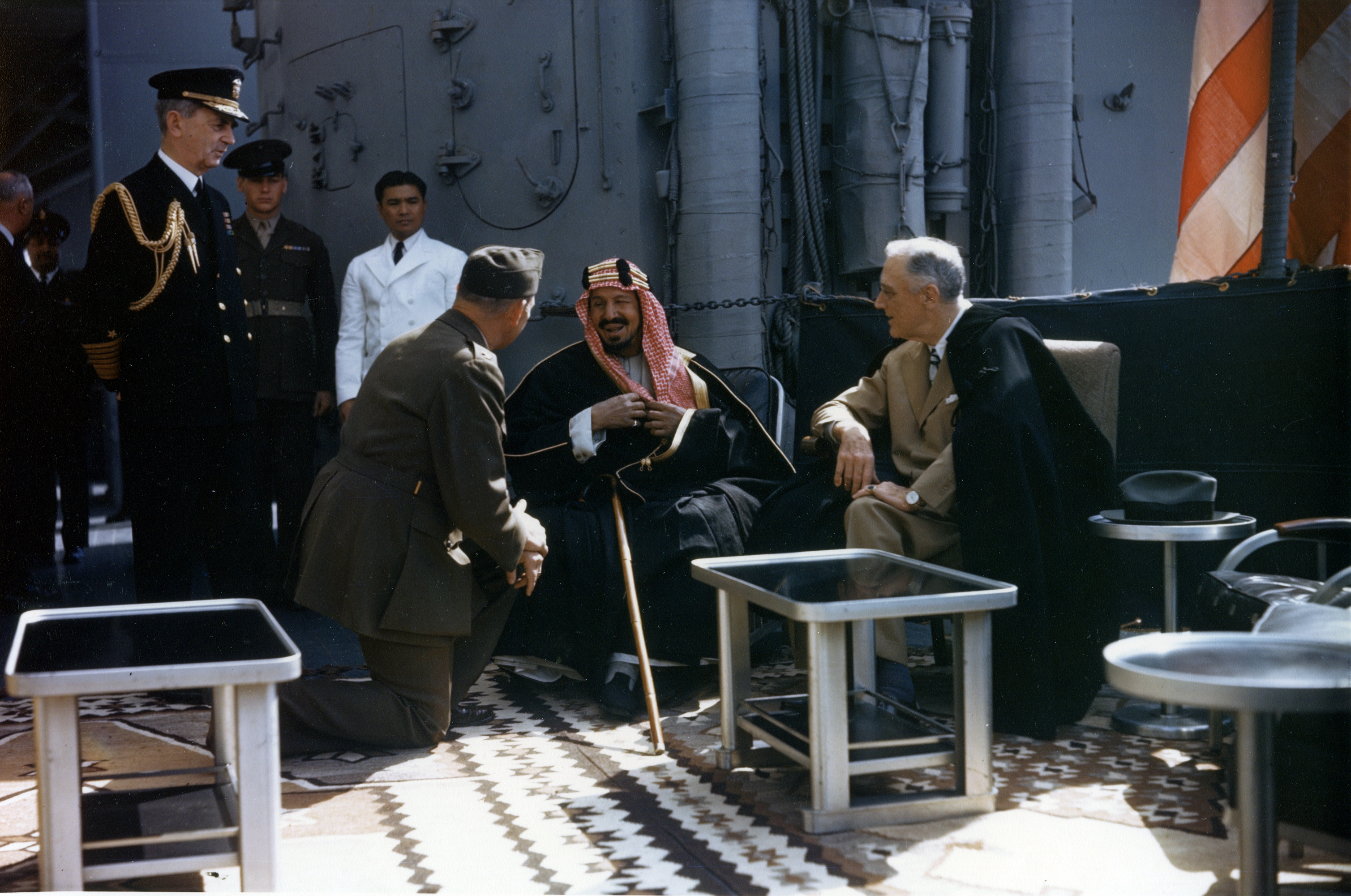
El presidente estadounidense Franklin D. Roosevelt y el rey saudí Ibn Saud reunidos en instalaciones militares norteamericanas de Egipto, 1945.

#### Periodo de postguerra
En la Postguerra, Estados Unidos emerge como el líder del "mundo libre" y definió cuales zonas del mundo debían formar parte de su zona de influencia; para entonces los planes de guerra estaban listos:
- Dentro de un marco de cooperación acordado entre Roosevelt en 1945 con Ibn Saud, las grandes estadounidenses explotarían los vastos campos petroleros de Arabia Saudita. Esta cooperación fue combinada con una protección militar; este pacto duró sesenta años sin interrupción, reforzado por los presidentes y príncipes sucesivos cada vez. Atestiguó ese vigor diplomático el logotipo de Aramco (Arabian-American Oil Company) adoptado desde 1944, así como el cuartel militar que pretendía estabilizar las regiones donde están situados los gigantescos yacimientos de Ghawar y Burgan.

- El presidente Truman, al principio de su segundo mandato, presentó en un discurso en enero de 1949 el credo del desarrollo para los países del mundo. Estudiado por Alfred Mahan, el Oriente Medio formó parte de esas prioridades y se celebró allí en los años 1950 el otorgamiento de las antiguas naciones coloniales europeas de una tutela económica en apoyo a movimientos de descolonización, y de cooperación económica. Las grandes compañías petroleras firman con petromonarquías contratos de explotación.

En 1953, ambos aliados británicos y estadounidenses llevaron una operación conjunta, al pretender con la Operación Ajax, impedir la nacionalización de intereses petroleros británicos en Irán; se podría interpretar este acontecimiento como una bisagra después de la cual la hegemonía sobre la región cambia. Diez años más tarde el nuevo Sha lanza una política de reformas nombrada la Revolución Blanca, sobre la cual la interacción con la diplomacia americana es perceptible.
La crisis del canal de Suez en 1956 manifestó la emergencia de una voluntad política en el Oriente Medio, la dependencia de Europa y su debilidad política, y consagró a ambos (Estados Unidos y Gran Bretaña) en plena cooperación como los dueños del juego. En 1960, Irán, Irak, Kuwait, Arabia Saudita y Venezuela formaron la Organización de Países Exportadores de Petróleo, con vistas de ganar poder frente a las compañías petroleras, las Siete Hermanas.
A un lado, la Francia de De Gaulle explotó las redes Foccart para asegurar por la vía Françafrique el acceso al petróleo del golfo de Guinea para las compañías Elf-Aquitaine y Total-Fina. Mientras que la descolonización de Marruecos y de Túnez se celebró sin conflicto, la dureza de la guerra de Argelia es imputable en parte a los intereses petroleros de la metrópoli colonial, ya que los yacimientos del Sáhara acababan de ser descubiertos la década anterior. En 1962, Charles de Gaulle se aseguró en el momento de la firma de los Acuerdos de Evian de que los intereses franceses serían conservados, lo que incluía también la primacía industrial y comercial sobre los yacimientos del Sahara que le garantizaron la independencia energética francesa.

### El cártel de las siete hermanas

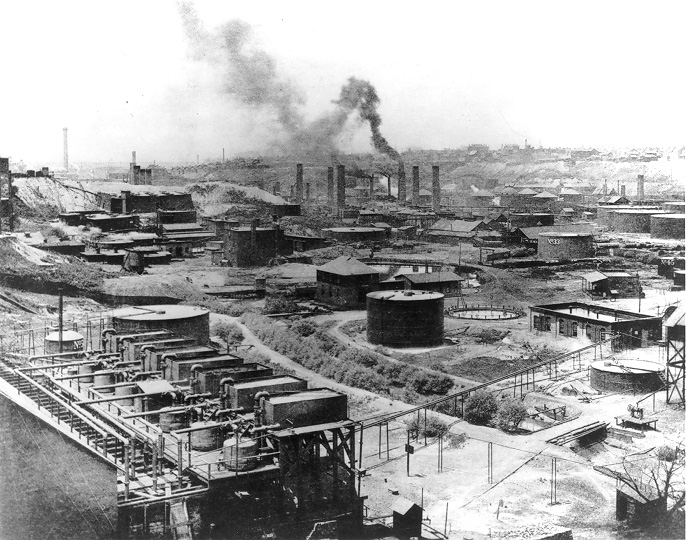
La primera refinería del trust Standard Oil en Cleveland, Ohio, en 1899.

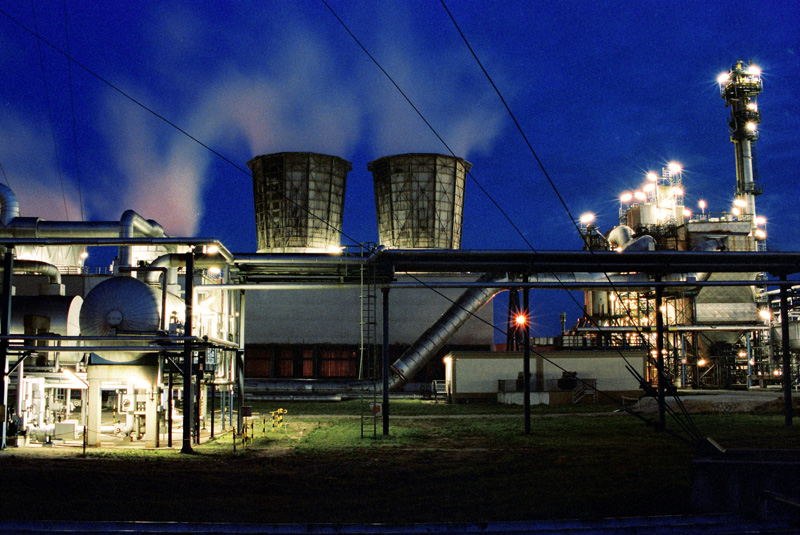
La refinería de Esso en Ingolstadt en Alemania, foto tomada en 2003. La industria petrolera necesita inversiones importantes para desplegarse; además, ella reúne a la vez concentraciones verticales y horizontales.

Otra manera de percibir el período precedente, en lugar de razonar en término de estados-naciones en competencia, hay que tomar el ángulo de las grandes compañías petroleras que, del 1913 al 1959, formaron a un cártel. Otra vez, la reputación hegemónica de tal acuerdo jugó probablemente mucho en los aspectos de teorías de complot asociadas con tal tema, por ejemplo cuando se imagina que un cártel era el amo sobre los gobiernos de los países donde se situaban los yacimientos; no obstante la armonía organizada, y no tácita, entre estas grandes compañías, fue un hecho comprobado, revelado por la fórmula introducida por un hombre de negocios italiano llamado Enrico Mattei, que por conveniencia para la compañía ENI, denunció la situación mantenida de oligopolio sobre el mercado petrolero en 1957. La estructura de concentración de estas multinacionales, atada a su integración vertical de los dominios de la industria petrolera, de la producción, al refinado hasta la distribución, ya constituía una forma de dominación.
Tres de las Siete Hermanas son descendientes de las reestructuraciones efectuadas en el marco de las leyes anti-monopolio de Estados Unidos en 1911, después de un juicio de la Corte Suprema: la Standard Oil Company había sido separada en sectores geográficos.
Podemos observar que la situación del mundo en la entrada del período a partir de 1913, estuvo vinculada muy ampliamente a los Imperios coloniales nacidos de metrópolis europeas, mientras que el proceso de descolonización es terminado plenamente en 1959; de modo que es difícil distinguir, si hubo abuso de poder, y si vino de Estados o de multinacionales citadas más abajo. 
Es posible, a la vista de esta primera globalización atada a la prospección petrolera sobre todos los continentes del planeta, considerar que si bien la ley anti-monopolio impidió la formación de un monopolio sobre territorio estadounidense, no pudo oponerse a la formación de oligopolios sobre el mercado internacional — esa situación evolucionó sólo hacia el fin de los años 50. 
Sin embargo en un mercado en plena expansión les permitió sentar provechos considerables, lo que todavía hoy se designa bajo el nombre de renta petrolera. No obstante, el petróleo que quedó fácil de extraer (petróleo convencional, correspondiente a la primera mitad de la curva de Hubbert), sus precios quedaron estables y baratos durante la época de las siete hermanas, aportando costumbres atadas al estilo de vida de la civilización del automóvil observables sobre el territorio norteamericano, por citar sólo a él.
Las Siete Hermanas son las siguientes compañías:
1. Standard Oil of New Jersey (Esso), que se fusionó con Mobil para formar ExxonMobil.
2. Royal Dutch Shell (Anglo-holandesa)
3. Anglo-Persian Oil Company (APOC) (Británica). primero cambió su nombre a la Anglo-Iranian Oil Company (AIOC), después a British Petroleum, entonces a BP Amoco después de la fusión con Amoco (la cual fue conocida como Standard Oil of Indiana). Ahora se le conoce por las iniciales BP.
4. Standard Oil Co. of New York ("Socony"). Después se convirtió en Mobil, que se fusionó con Exxon para formar ExxonMobil.
5. Standard Oil of California ("Socal"). Se convirtió en Chevron, entonces, con la fusión con Texaco, ChevronTexaco. Dejaron de utilizar el sufijo 'Texaco', regresando a Chevron.
6. Gulf Oil. En 1985 la mayor parte de Gulf se convirtió en Chevron, copartes pequeñas convertidas en parte de BP, y Cumberland Farms, la cual fue en ese momento, la fusión más grande en la historia mundial.  Una red de estaciones en la parte noreste de Estados Unidos aún lleva ese nombre.
7. Texaco. Fusionada con Chevron en 2001. La compañía resultante fue conocida por algún tiempo como ChevronTexaco, pero en 2005 cambió su nombre de nuevo a Chevron. Texaco permanece como una marca de Chevron.

Al final de 2005, las compañías sobrevivientes son ExxonMobil, Chevron, Shell, y BP, las cuales son miembros del grupo de las  "Grandes".

#### Las "Nuevas Siete Hermanas"
El 11 de marzo de 2007, el Financial Times identificó a las "Nuevas Siete Hermanas": las compañías petroleras paraestatales más influyentes fuera de la OCDE. Son:
1. Saudi Aramco (Arabia Saudita)
2. JSC Gazprom (Rusia)
3. CNPC (China)
4. NIOC (Irán)
5. PDVSA (Venezuela)
6. Petrobras (Brasil)
7. Petronas (Malasia)

El artículo del FT hace notar que Pemex de México fue excluida de tal lista.
La fundación de la OPEP, ratificada el 14 de septiembre de 1960, constituye la reapropriación  de las líneas de producción y decisión que se refiéran al transporte del petróleo, lo cual puso fin al monopolio de las Siete Hermanas. En respuesta a fusiones y adquisiciones ulteriores, el nombramiento de estos actores evolucionó, y su número disminuyó (efecto de concentración).

### Conflictos por petróleo después de 1973
La sobrevenida sucesiva de la primera y de la segunda crisis petrolera, respectivamente en 1973 y 1979, llegaron en un contexto donde la producción doméstica de petróleo en Estados Unidos alcanzó su pico petrolero, precisamente en 1970 (hecho que, de  paso, aportó de valor a la teoría de King Hubbert). Las reservas estratégicas de petróleo son instauradas desde 1975. Los estrategas están al tanto pues, de los nuevos objetivos representados por estas tensiones, lo que induce una reorganización comprobada de las intervenciones estadounidenses alrededor del planeta a partir del comienzo de los años 70. Al final de ambas crisis petroleras, la mayoría de los países de la OCDE instaurará reservas estratégicas de petróleo; bajo diversas formas, ellas representan frecuentemente 3 meses de consumo de un país. En los Estados Unidos, país siempre productor, esta noción es más vaga forzosamente; el presidente Bush decidió en 2007 de hacerlo más formal. 

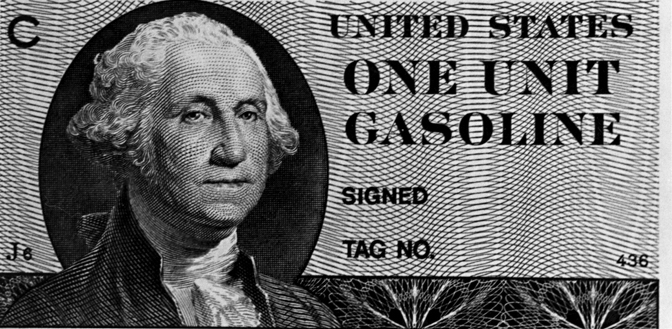
En 1979, En 1979, en el momento de la segunda crisis petrolera, el Departamento de Energía de Estados Unidos había preparado cupones de racionamiento, que finalmente no fueron emitidos.

#### Irán, Irak y la Unión Soviética
La segunda crisis petrolera colocó bajo una gran tensión a las relaciones entre Estados Unidos e Irán, que efectúó una revolución islámica a consecuencia del Viernes negro; mientras que la crisis de los rehenes terminó por cavar un foso entre ambos países, Haciendo referencia a la venta de armamento en esa época, el escándalo Irán-Contras siempre figurará entre los escándalos de la presidencia Reagan.
El "Contra-choque petrolero" de 1986, se explica en parte por la voluntad de Estados Unidos y sus aliados de Medio Oriente de poner a la Unión Soviética en una posición de franca bancarrota: se libró una guerra económica y financiera empleando petrodólares y la diplomacia saudí. Las exportaciones petroleras eran  vitales para la balanza de pagos soviética y para la diplomacia de Kremlin (la garantía a los países satélites de un suministro de petróleo seguro, era uno de los medios que tenía la URSS de tenerlos como cautivos políticos); los estadounidenses lograron convencer a los gobiernos saudíes (que ya eran sus aliados en la guerra en Afganistán), a los emiratos y al kuwaití en aumentar fuertemente su producción, con el fin de hacer fracasar a los rusos. 
El costo fue elevado para los países al principio de esta ofensiva económica. Numerosos pequeños productores americanos quebraron, mientras que el flujo de petrodivisas para los países del Golfo iba más despacio, causando una reducción severa en su "modo de vida". Estos "efectos secundarios" fueron perfectamente anticipados y aceptados por los gobiernos implicados, y esta política llevó sus frutos. La URSS extrajo tanto petróleo como pudo, pero en 1988 en su principal yacimiento, Samotlor, la producción cayó severamente, arrastrando la producción del país. La principal fuente de divisas de la URSS disminuyó, al mismo tiempo que las finanzas del país se veían sobreexigidas (el conflicto afgano y los grandes proyectos militares que se añadían a los gastos normales). Aunque fue descuidado por numerosos análisis, este factor fue uno de los más importantes al hundimiento de la Unión Soviética.

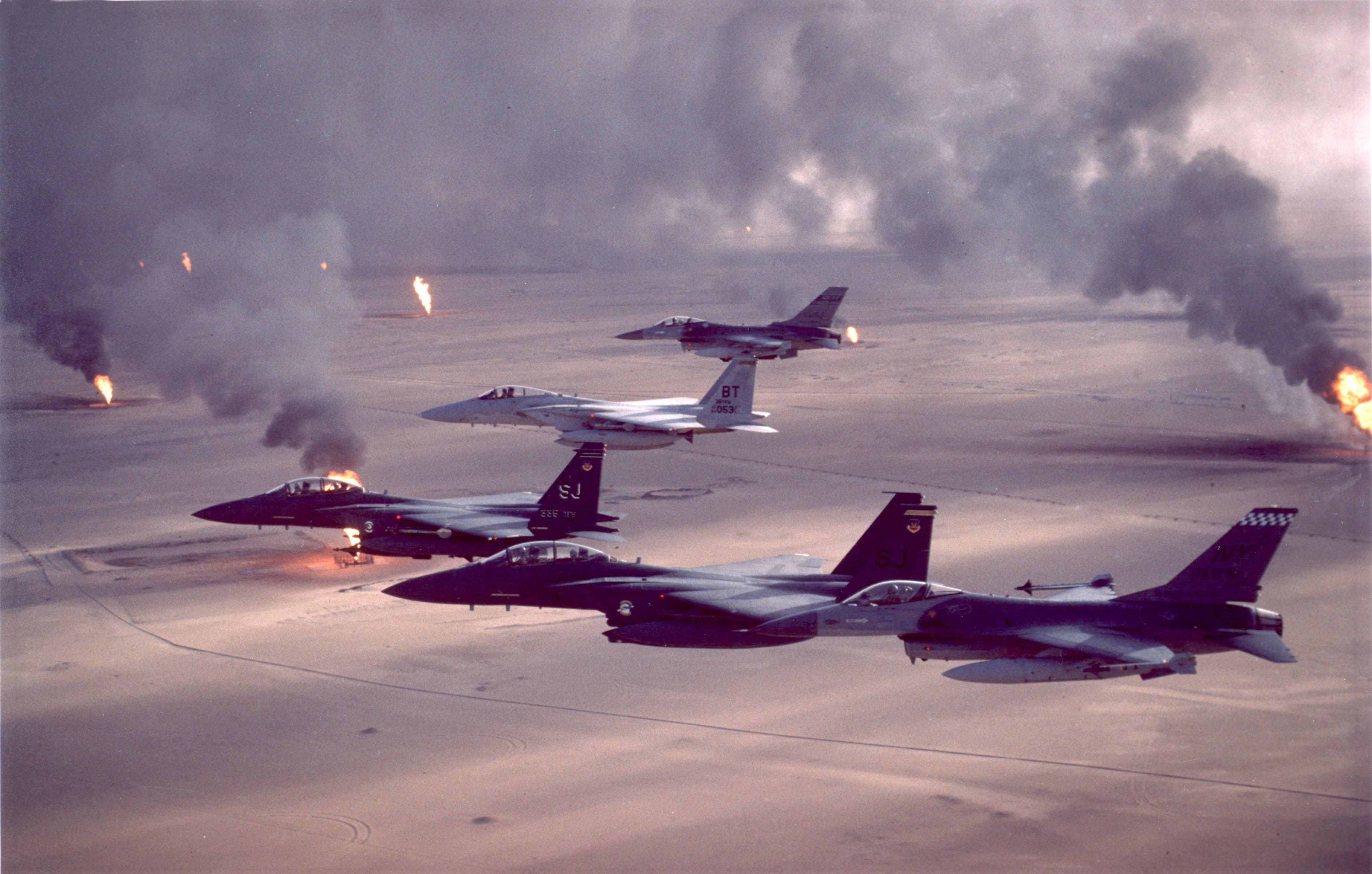
La Operación Tormenta del desierto de (1991): aviones de la coalición que sobrevuelan pozos petroleros incendiados por las tropas iraquíes en el momento de su retirada. El bombero estadounidense Red Adair participó en la extinción de los incendios después de terminado el conflicto.

Un efecto colateral de esta guerra fue el hundimiento económico de Irak, en plena guerra con su vecino; Saddam Hussein pidió que se pusiera fin a esta política, pero los Estados Unidos se negaron por razones más importantes, e Irak debió poner fin rápido a la guerra. Delante de la negativa de Occidente de ayudarle económicamente, Irak invadió a Kuwait, después de haber advertido de eso Estados Unidos.
La Guerra Irán-Irak de la década de los 80 fue en parte debida a la voluntad de Irak de controlar los recursos fronterizos. Ambos beligerantes atacaron petroleros en el Golfo, y la Armada de Estados Unidos debió intervenir, en el momento de la Operación Mantis Religiosa. La invasión iraquí a Kuwait al comienzo de la década de los 90 también fue el comienzo de una guerra en la cual los Estados Unidos intervinieron para asegurar la seguridad de sus suministros. En esa ocasión, el presidente Bush Padre hasta proclamó la teoría geopolítica del Nuevo Orden Mundial en septiembre de 1989; vencido, Irak fue sometido a duras sanciones económicas que fueron atenuadas solo por el "Programa Petróleo por Alimentos." Los Estados Unidos después tuvieron una política de preposicionamiento (es. infra).
Los conflictos sucesivos en Chechenia y la tensión en el Kurdistán, se inscriben parcialmente en el contexto de la reanudación del Gran Juego precitado que concierne al transporte de los hidrocarburos del mar Caspio. Los grupos petroleros rusos Rosneft y Lukoil tienen allí intereses, particularmente en el transporte del petróleo por oleoductos.

## Conciencia actual

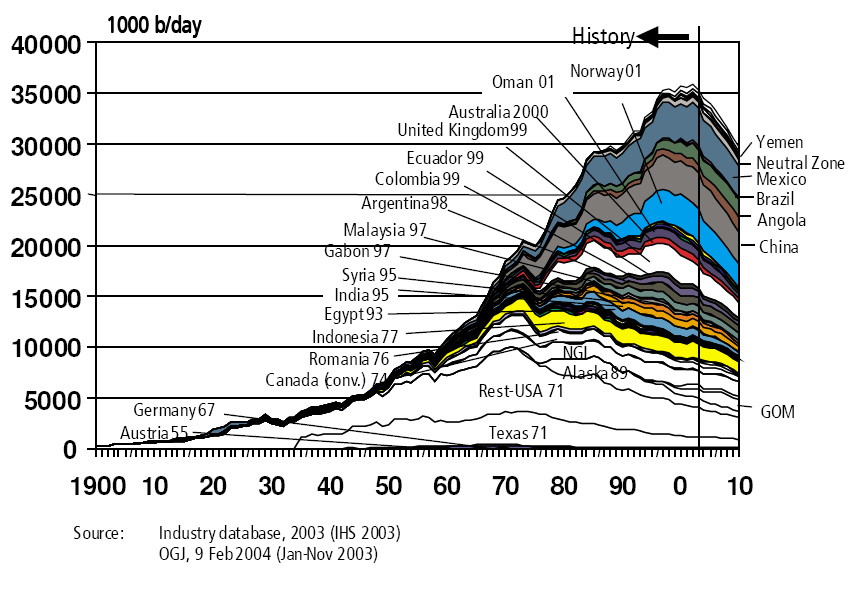
Curva de Hubbert consolidada en 2004: el pico es perceptible en 2001. (fuente — la curva no cubre ni a la OPEP ni a la CEI).

### Consecuencias geopolíticas delpico petrolero
El petróleo siempre ha sido un recurso importante para las economías de los diferentes países del mundo, su creciente escasez solo podrá exacerbar las tensiones conocidas en el siglo XX, y particularmente en Oriente Medio, que en 2007 seguía poseyendo los más grandes recursos petrolíferos mundiales. 
Es probable que el gas y el carbón ocupen una parte importante del sitio dejado por el petróleo faltante. Los recursos carboníferos están repartidos de manera más uniforme por el mundo; las naciones que hagan una transición más rápida y sin caer en la trampa de utilizar petróleo barato (por ahora), ganarán en independencia futura. Es el caso de China, ya que produce cerca del 70% de la energía eléctrica que necesita quemando carbón procedente de las abundantes reservas que posee (China posee las terceras reservas mundiales). Esto lleva aparejadas consecuencias ambientales, ya que China es el segundo emisor mundial de dióxido de carbono.
Finalmente, los grandes actores de la industria petrolera se revelan listos para comenzar el estudio la producción del petróleo más difícil de extraer: de aguas profundas, zonas inexplotadas hasta entonces; una nueva "fiebre del oro" negro se espera en el Ártico.

### Reacción geoestratégica estadounidense

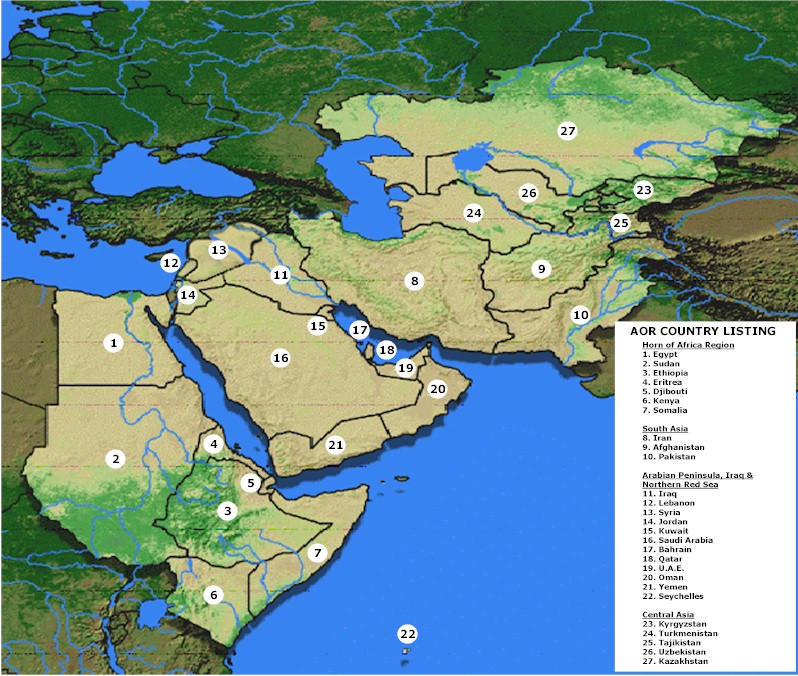
Perímetro asignado al USCENTCOM.

Una de las hipótesis estratégicas que permiten comprender el ataque de Irak por los Estados Unidos en 2003 concierne al aseguramiento de los suministros de petróleo para el futuro. Irak tiene en su suelo las segundas reservas más grandes de petróleo del mundo, que además son relativamente fáciles de extraer y refinar. Una razón adicional es que 15 de los 19 terroristas que perpetraron los atentados del 11 de septiembre de 2001, así como su presunto instigador, eran ciudadanos saudíes; por tanto, la permanencia de la presencia militar de los Estados Unidos en Arabia Saudita fue, evidentemente, puesta en duda.
Esta estrategia fue elaborada por el think tank llamado Proyecto para el Nuevo Siglo Estadounidense en el que participaron Jeb Bush, Dick Cheney, Dan Quayle, Donald Rumsfeld y Paul Wolfowitz, entre otros.[cita requerida]
- En esta región es observable una cierta continuidad de la política estadounidense desde la caída del Sha. Ésta condujo a la instauración de un régimen desfavorable a los Estados Unidos, que creció con Saddam Hussein, a la época en buenos términos con Occidente, que ataca a su vecino.[12] Este ataque fracasó, y llevó a la invasión de Kuwaït por Irak.[13] Esto condujo a una nueva Guerra del Golfo, y al establecimiento de tropas estadounidenses en suelo de Arabia Saudita. Esto condujo a los atentados del 11 de septiembre de 2001,[14] los mismos que sirvieron de pretexto para aplastar el régimen de Hussein. Esta derrota deja en claro la inquietud de sus vecinos, principalmente de Irán, que fija en 2006 su voluntad de disponer de una capacidad nuclear.

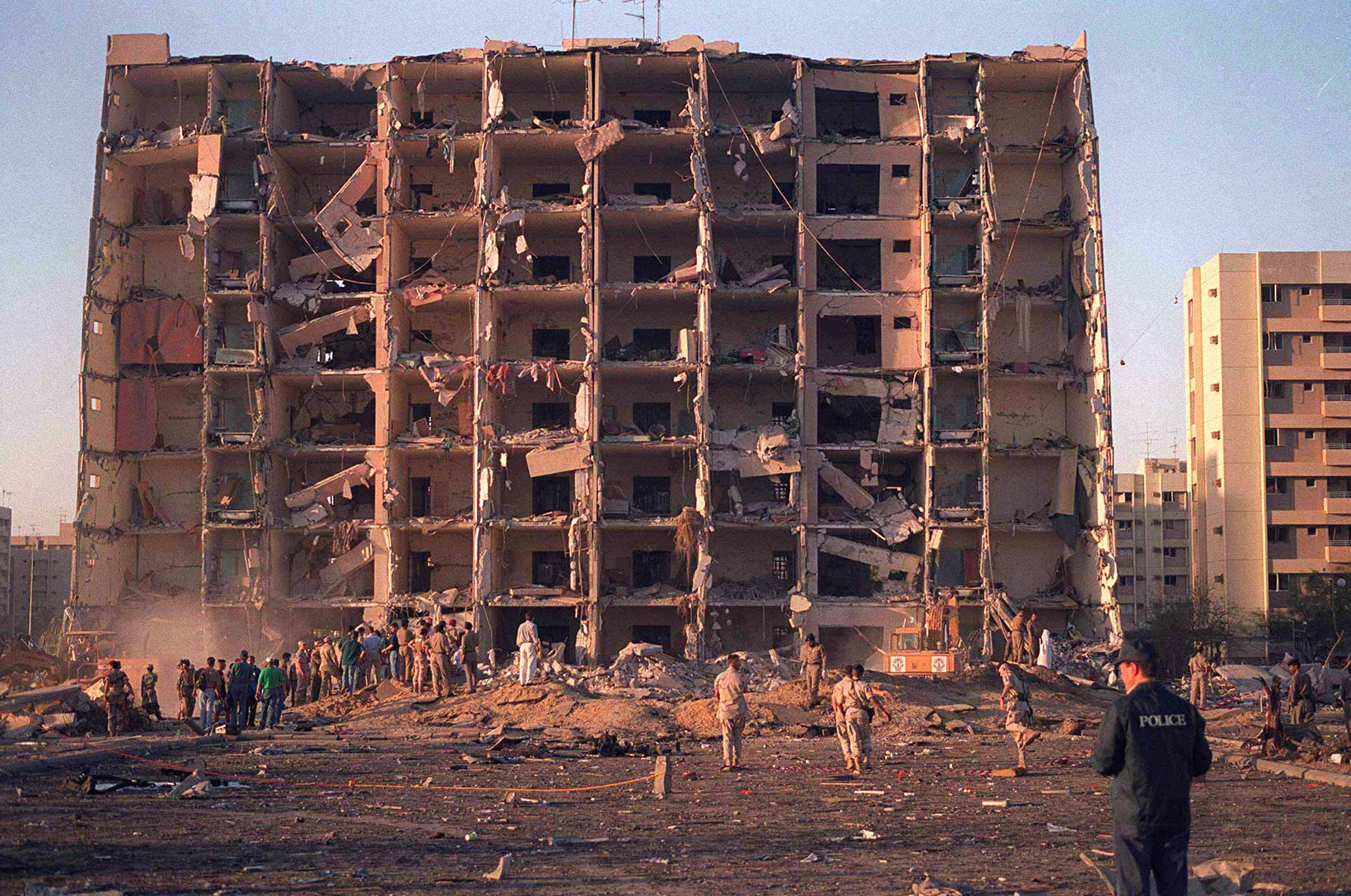
La explosión de las Torres Khobar en 1996; su situación en Dhahran, Arabia Saudita, hace obvio el mensaje dirigido para las autoridades: esta ciudad es, en efecto el asiento de Aramco.

- En cambio, el desempeño de las Fuerzas Armadas de los Estados Unidos fuera del suelo de Arabia Saudita representa una discontinuidad, nunca observada desde 1945.
Por un lado, el Informe Cheney de 2001[15] precisa que para 2020, la producción mundial de petróleo sería dependiente del 54 % al 67 % de los yacimientos situados en el llamado "Triángulo del Petróleo" (Mar Negro-Mar Caspio-Golfo Pérsico). De manera asombrosamente sincrónica, el cuartel general avanzado del Comando Central de los Estados Unidos se mudó de Riad a Catar, situado en lo mejor de estas reservas.
Por otra parte, esta decisión debe tener en cuenta la política interior enturbiada del reino de Arabia Saudita: los objetivos unidos a la renta petrolera son el objeto de un posible conflicto de sucesión en curso: en la medida en que la familia principesca Saud,[16] vio las consecuencias del 11 de septiembre dentro de su territorio por una rebelión, agudizada a partir de 2003, que ya eran perceptibles con la explosión de las Torres Khobar que se remonta a 1996.

## Prospectiva para el comienzo delsigloXXI

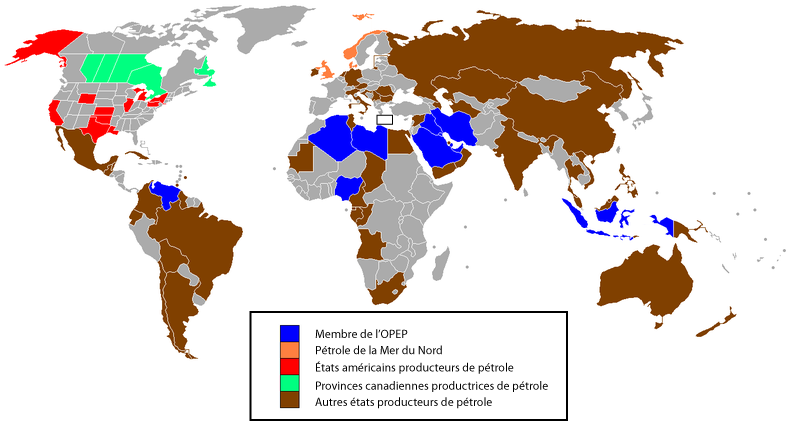
En este mapa de países exportadores de petróleo, la OPEP aparece en azul.

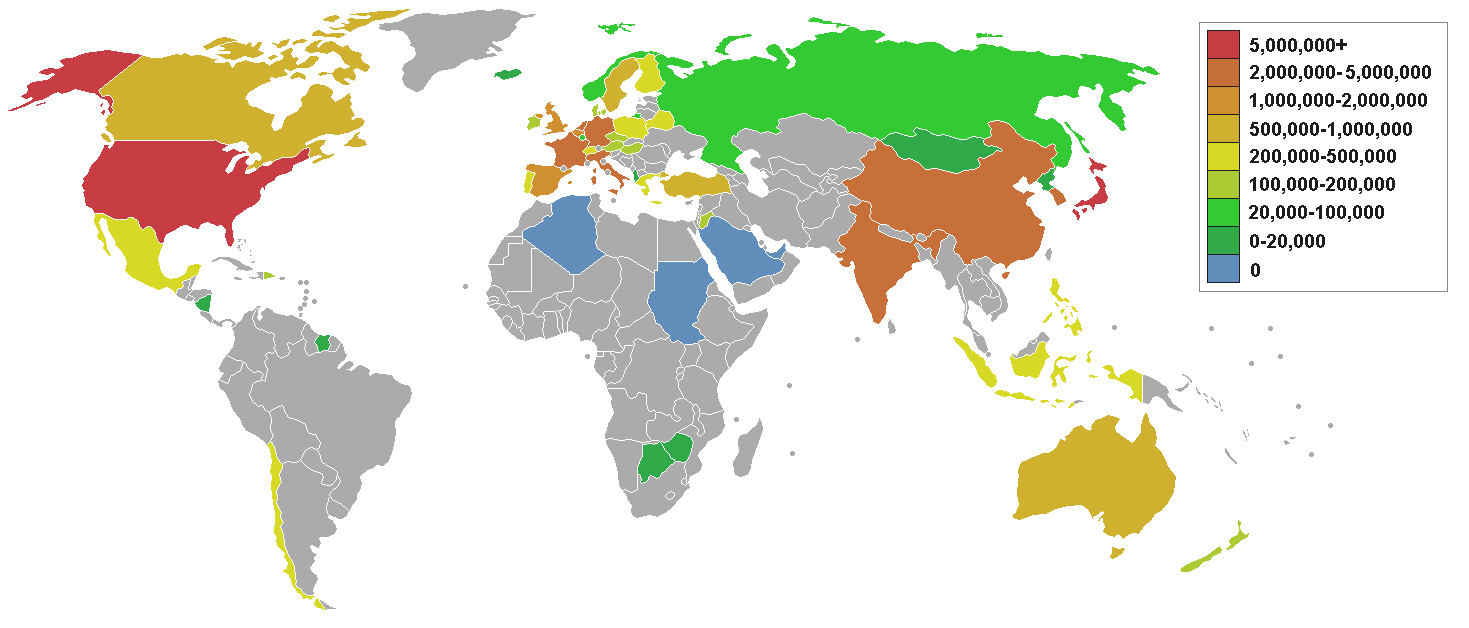
Este mapa de las importaciones de petróleo revela a dos protagonistas eminentemente afectados: los Estados Unidos y Japón y tres rivales: China, India y Europa.

El cuadro de los dos anteriores siglos permite establecer una
prospectiva geopolítica, una vez asimilada la teoría del pico de Hubbert, la cual deja una percepción de una futura depleción, seguida de una escasez ineludible del recurso estratégico.

### Intensidad energética
La manera más eficiente de reducir la dependencia energética es reducir la intensidad energética. Francia tiene la intención de reducirlo a los de un 2% para el año 2015 y un 2,5% sobre
2015-2030. Los países miembros de la APEC, se comprometieron a reducir su  intensidad energética en un 25 % para el 2030.

### Importadores principales
Hasta 2008, los tres principales importadores mundiales de petróleo son los Estados Unidos, China (importador neto desde 1996 y segundo consumidor mundial desde el segundo trimestre de 2003) y Japón (segundo consumidor hasta 2007). Las importaciones chinas, en particular, crecen un 9% por año, y consume ya un 20% de la energía de los países de la OCDE.
Para estos países, es vital saber a qué precio y en qué cantidades pueden recibir petróleo. Puede ser también muy interesante poder distribuir algunas cantidades a aliados necesitados.

### Política de preposicionamiento:Estados Unidos
Dos de los principales consumidores de petróleo del mundo efectúan una política de preposicionamiento en las zonas petroleras. Desde hace algunos años, los Estados Unidos llevan operaciones militares de manera a ocupar una posición favorable en estas zonas. Estas operaciones sustituyen a la "diplomacia activa" que llevaban antes.
Asia Central, así como el Oriente Medio son las principales regiones en cuestión: el Oriente Medio ya que posee las más importantes reservas probadas, y Asia Central ya que se consideraba, hace algunos años, como la región más prometedora. Así pues, Afganistán está ocupado desde 2001. Varios países de Asia Central y el Cáucaso acogen tropas estadounidenses o firmaron acuerdos de cooperación. Pero las esperanzas son decepcionantes, puesto que en 2002, BP anunció que los yacimientos no explotados del Caspio no ocultaban 200 millardos de barriles como se espera, sino 39 millardos de un petróleo de mala calidad.

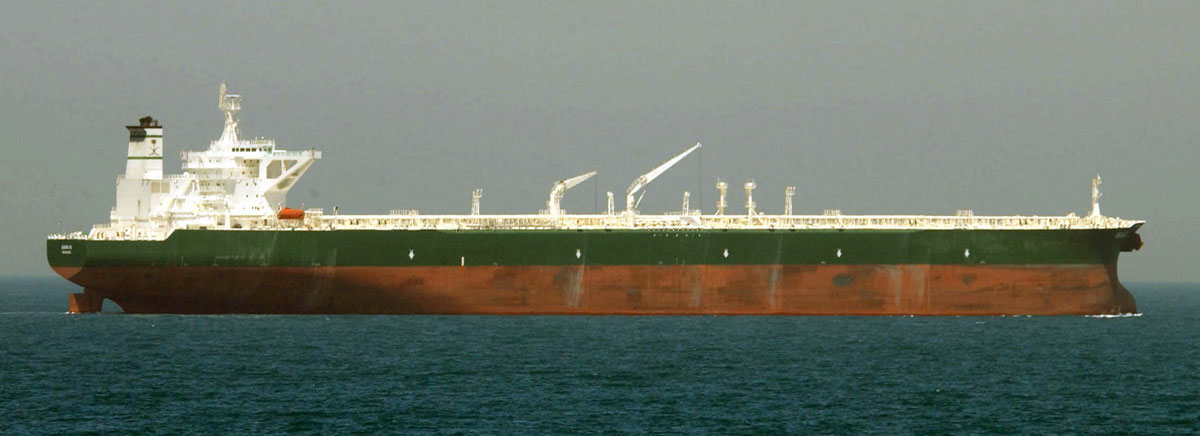
El superpetrolero AbQaiq, protegido por helicópteros del USCENTCOM, recibe su cargamento sobre una terminal del Irak ocupado por las fuerzas de la Coalición.

En 2003, los Estados Unidos invadieron Irak, que posee las terceras
reservas del mundo. Además, les da un derecho de fiscalización sobre todas las áreas circundantes:
el Cáucaso (petróleo de Bakú y oleoductos de Asia Central hacia Europa), sobre Irán (vecino de Afganistán) y sobre los otros emiratos del golfo Pérsico, en primer lugar de los cuales se encuentra Arabia Saudí.
En 2007, el fracaso relativo de esta iniciativa, y la reacción negativa que causó en otros Países del Golfo, demuestran que esta política se volvió muy delicada a poner en práctica.
En 2003 también, las islas de Santo Tomé y Príncipe firmaron un acuerdo que autorizaba a los Estados Unidos a establecer bases militares en su territorio. Estas islas ofrecen una ventaja estratégica en el golfo de Guinea, cerca de los yacimientos de Nigeria y Angola, que sumaría cerca de 85 millardos de barriles de reservas, lo que representa de que satisfacer 3 a 4 años de la demanda mundial. Además, el golfo de Guinea es cruzado por los petroleros que van del
golfo Pérsico hacia los Estados Unidos. El anuncio de la instauración para 2008 del USAFRICOM a nivel militar, cuya superficie de responsabilidad es el continente africano, responde probablemente a esta preocupación de la parte de los geoestrategas norteamericanos.

### Política de preposicionamiento:China
Mientras que exportaba petróleo, pasó a ser desde 1992 importadora neta, y su consumo aumenta un 15% por año desde 2001. China es el segundo consumidor mundial, y tiene pues intereses vitales en las
regiones productoras: así construyó un oleoducto que cruzaba su territorio hasta a las puertas del Asia Central, e invertido fuertes sumas en los nuevos yacimientos de Asia Central, Irán y África. Invierte también en América Latina y sobre todo en Venezuela.
Los chinos invirtieron también en distintos países de África, zona que hasta entonces estaba en la zona de influencia occidental. Emplean los mismos argumentos de apoyo al desarrollo económico a cambio del acceso a los recursos petrolíferos que les permiten sostener un crecimiento económico de dos dígitos.
En Sudán, China invirtió mucho en la explotación de los campos petrolíferos próximos a Darfur. Participó incluso indirectamente en el conflicto de Darfur proporcionando material militar a las fuerzas gubernamentales, por despecho de un embargo de la ONU, contra las fuerzas rebeldes que reclaman una mejor distribución de los recursos petroleros actuales y de los aún no explotados. Hay que tomar en cuenta que el gobierno norteamericano recibió a uno de los principales jefes rebeldes en julio de 2006.
China, finalmente lleva una campaña de intimidación frente a sus vecinos en el mar de la China Meridional en observación de su soberanía sobre las islas Spratly; este conflicto territorial disimula lo que está en juego a niveles petroleros, pero sirve también para satisfacer el orgullo nacional.

#### La Alianza estratégica con Rusia
China y Rusia han conformado alianzas energéticas estratégicas, suscribiendo acuerdos con un valor de 270,000 millones de dólares para que Rusia se comprometa a abastecer a China con 365 millones de toneladas de petróleo en los próximos 25 años. Además, anualmente Rusia ya coopera con el abastecimiento de China con 15 millones de toneladas de petróleo a través de oleoductos.
También China ha acordado con Rusia la importación de 38,000 millones de metros cúbicos de gas ruso para los próximos 30 años, a través de gasoductos que conectan hasta con la región de Siberia. Vale la pena recordar que Rusia tiene una de las más importantes reservas de gas en el mundo (siendo esto importante para abastecer a Europa) y también importantes reservas de petróleo. Aun así, año con año China aumenta su demanda de petróleo, en su carrera como nueva potencia en ascenso, lo que puede representar problemas en el futuro a nivel mundial, y que también tendrían las potencias.

## Véase también

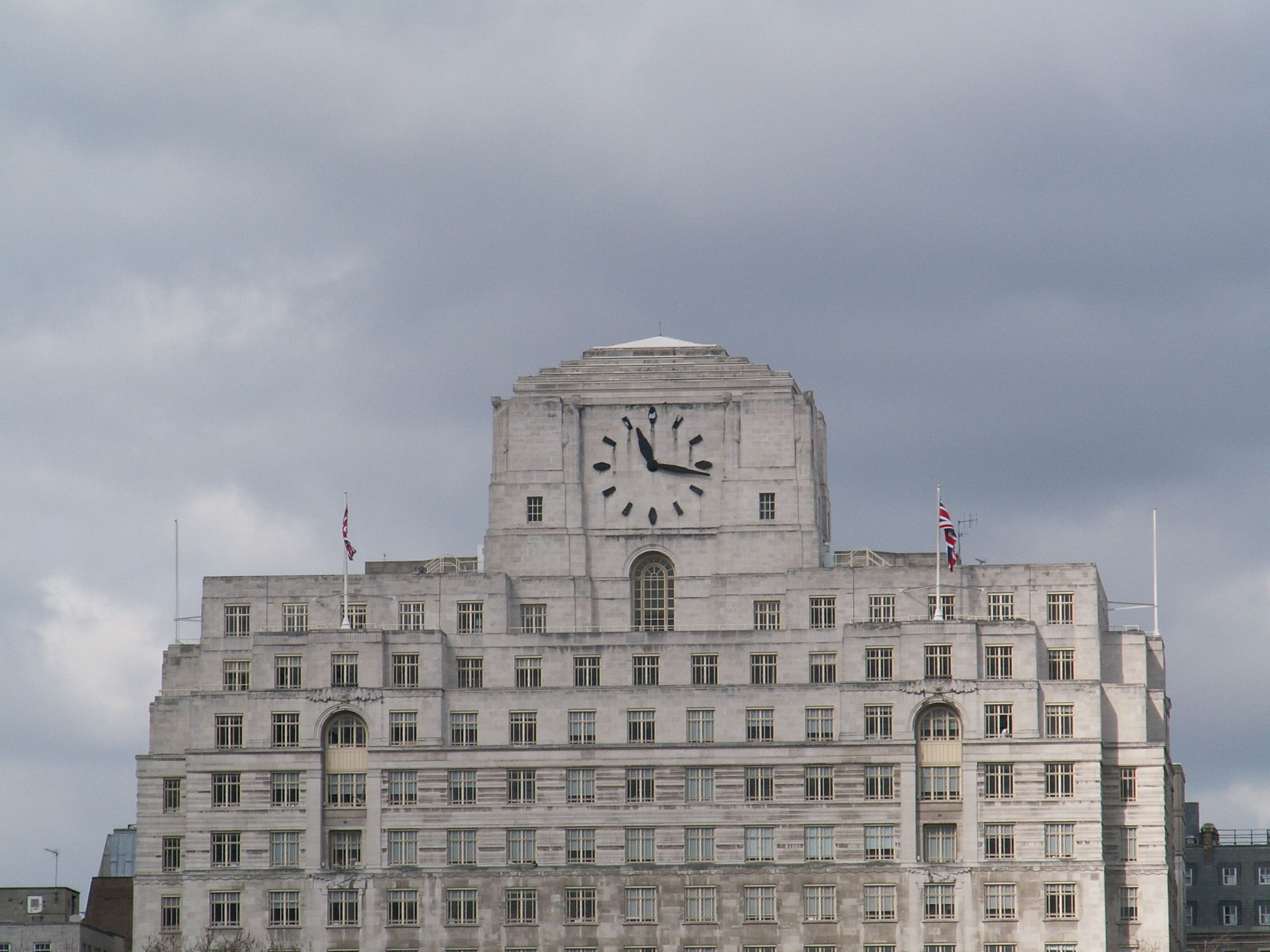
Sede de la Royal Dutch Shell, grupo petrolero angloholandés, en Londres. Opera en Nigeria, sobre plataformas mar adentro.

### Citas
El petróleo bruto es la ficha principal del dominó, si él cae, todas las demás fichas seguirán.
Ali Morteza Samsam Bakhtiari, excatedrático de la Sociedad Iraní del Petróleo y oficial ejecutivo de NIOC.

La Edad de Piedra no terminó por falta de piedras y la Era del Petróleo no terminará por la falta de crudo.
Ahmed Zaki Yamani, exministro de Petróleo de Arabia Saudita.

El agua vale más que el petróleo, por eso la mayoría de las grandes petroleras tienen participación en las compañías del agua.
 David R. Ansolabehere, directivo de Chevron.